# Kingsland Basin
Das Kingsland Basin ist ein Kanalbasin in Kingsland (London), Teil des London Borough of Hackney. Das Basin liegt neben dem Regent’s Canal.
Es gibt Pläne zur Stadtentwicklung im Bereich des Basins.